# Stenocercus trachycephalus
Stenocercus trachycephalus este o specie de șopârle din genul Stenocercus, familia Tropiduridae, descrisă de Duméril 1851.
Este endemică în Columbia. Conform Catalogue of Life specia Stenocercus trachycephalus nu are subspecii cunoscute.